# Ceriosporopsis circumvestita
Ceriosporopsis circumvestita är en svampart som först beskrevs av Jan Kohlmeyer, och fick sitt nu gällande namn av Jan Kohlmeyer 1972. Ceriosporopsis circumvestita ingår i släktet Ceriosporopsis och familjen Halosphaeriaceae.   Inga underarter finns listade i Catalogue of Life.